# Abdulgadir Ilyas Bakur
Abdulgadir Ilyas Bakur (in arabo عبدالقادر الياس باكور‎?; Doha, 17 agosto 1990) è un calciatore qatariota, attaccante dell'Al-Sailiya.

## Carriera

### Club
Ha esordito ufficialmente con la maglia dell'Al Jaish il 18 settembre 2011 contro l'Al Khor.

### Nazionale
Nel 2013 ha esordito nella nazionale qatariota.